# Бата (град)
Вижте пояснителната страница за други значения на Бата.
Бата е град и главно пристанище в Екваториална Гвинея, край Атлантическия океан. Той е административният център на провинция Литорал. Изнася кафе, какао, копра, махагон, растителни масла и др. В Бата има и международно летище.